# Efficeon

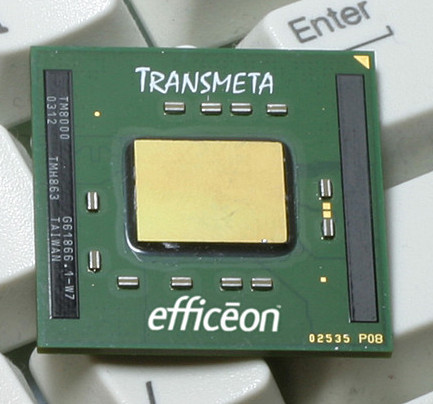
Procesor Transmeta Efficeon TM8000

Efficeon – rodzina energooszczędnych procesorów zgodnych z x86, zaprojektowana przez korporację Transmeta.
Jest to druga generacja procesorów od Transmety, pierwsza występowała pod nazwą Crusoe. Swoją premierę miały w 2003 roku.

Nazwa nawiązuje do zwiększonej wydajności i energooszczędności względem poprzedniej generacji procesorów Crusoe.

## Energooszczędność

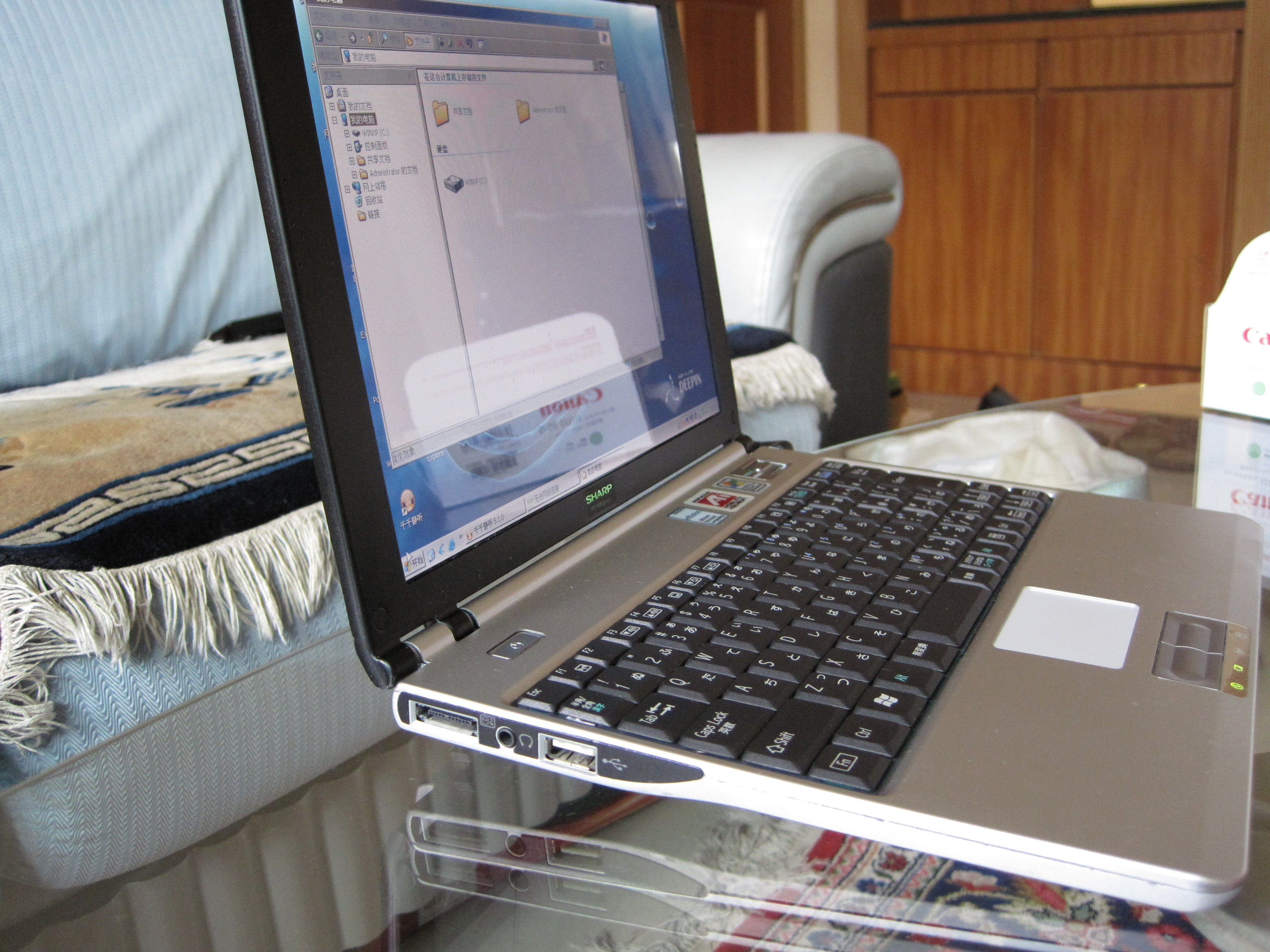
Procesor Efficeon TM8600 1GHz w Sharp Mebius MURAMASA / PC-MM2

Procesory zostały stworzone z myślą o rynku urządzeń, gdzie zużycie prądu ma duże znaczenie, czyli laptopów, notebooków, netbooków, tabletów, komputerów bezwentylatorowych (cienkich klientów, centrów multimediów), nettopów, klastrów obliczeniowych, domowych serwerów Blade PC i urządzeń przemysłowych (wbudowantych).

Oprogramowanie Code Morphing Software jest ładowane z BIOS-u do pamięci RAM w czasie uruchamiania komputera. Procesor rezerwuje 32 MB pamięci RAM dla oprogramowania Code Morphing Software, które tłumaczy 32-bitowe instrukcje x86 na 256-bitowe (8 x 32bit) instrukcje VLIW (Very Long Instruction Word). Dzięki temu w jednym cyklu zegara jest w stanie wykonać 8 instrukcji.

Logotyp

## Skalowalność
Oprogramowanie Longrun (działające po stronie systemu operacyjnego) może zmieniać szybkość taktowania i napięcie procesora w czasie rzeczywistym w zależności od potrzeb w danej chwili. Urządzenia zasilane bateriami może działać dłużej w porównaniu do konkurencyjnych procesorów dostępnych w tamtym czasie.

## Efficeon
Model TM8600 1 GHz może zostać przetaktowany w czasie rzeczywistym do prędkości: 500 MHz, 625 Mhz, 875 MHz, 1000 MHz.

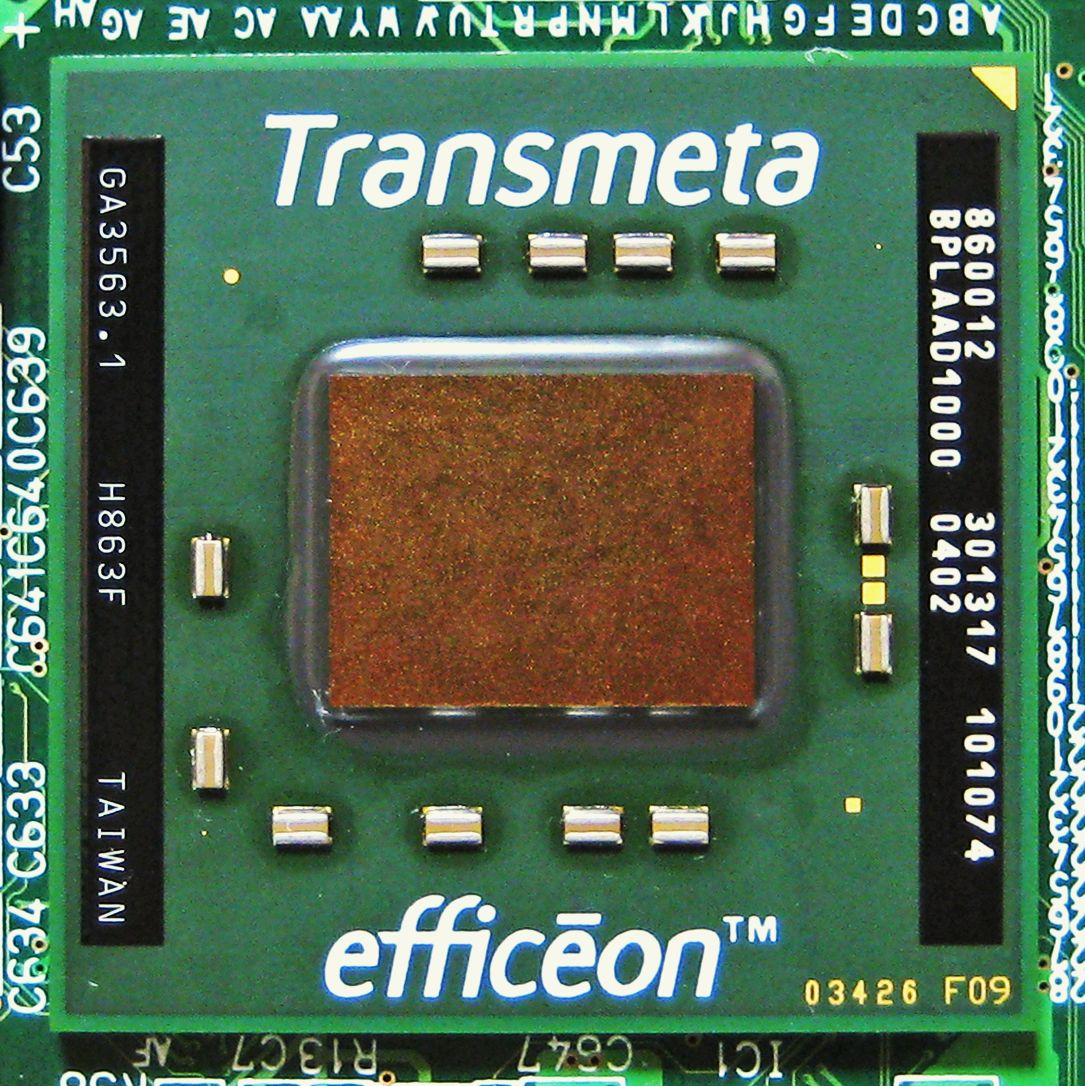
Procesor Transmeta Efficeon TM8600 1GHz

| model   | architektura | zegar   | TDP     | litografia | cache danych L1 | cache instrukcji L1 | cache L2 | SIMD                   | dodatkowe |
| ------- | ------------ | ------- | ------- | ---------- | --------------- | ------------------- | -------- | ---------------------- | --------- |
| TM-8600 | i686         | 1.0 GHz | 12 watt | 130 nm     | 64 KB           | 128 KB              | 1024 KB  | MMX, MMXEXT, SSE, SSE2 | Longrun   |

## Efficeon 2
W 2004 Transmeta zaprezentowała nowe modele procesorów Efficeon (TM8800 i TM8820) jednak produkt nie znalazł masowych odbiorców poza rynkiem japońskim. Dodano instrukcje SSE3, NX-bit oraz drugą generacje technologii LongRun, która znacząco zredukowała wycieki napięcia w tranzystorach w trybie czuwania.

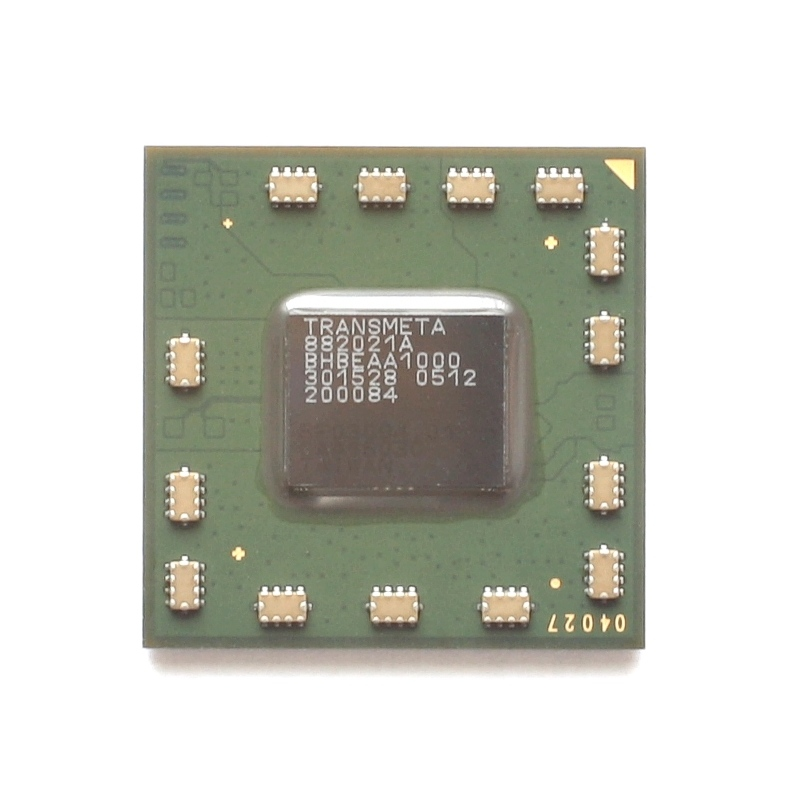
Procesor Transmeta Efficeon 2 TM8820

| model   | architektura | zegar   | TDP    | litografia | cache danych L1 | cache instrukcji L1 | cache L2 | SIMD                         | dodatkowe                    |
| ------- | ------------ | ------- | ------ | ---------- | --------------- | ------------------- | -------- | ---------------------------- | ---------------------------- |
| TM-8800 | i686         | 1.6 GHz | 7 watt | 90 nm      | 64 KB           | 128 KB              | 1024 KB  | MMX, MMXEXT, SSE, SSE2, SSE3 | AntiVirusNX NX bit, Longrun2 |